# 拙い足跡
『拙い足跡』（つたないあしあと）は、星田紫帆の2枚目のミニアルバム。

## 内容
前作の『終わらない願い』に続き、Bonnとの共作で行った。Shiho名義以後の次回作を出すまで2年11か月のブランクが生じた。

## 収録曲
1. 引き金
2. 白へ
3. 透明なかたち
4. 爪痕
5. サイレン
6. 扉
7. CALLING
8. 朝は願いを

作詞：星田紫帆 (#ALL)
作詞：Bonn (#1 - 4, 6) 、星田紫帆 (#5, 7, 8)
編曲：Bonn (#ALL)

## 参加ミュージシャン
- Bonn - ギター、ベース、プログラミング (#ALL)
- 大楠雄蔵（OOM・Sensation） - キーボード (#4)
- 岡崎雪 - コーラス (#4)